# Pro Deo
Pro Deo (Latijn voor: 'voor God') is de aanduiding voor diensten die gratis worden verricht. De uitdrukking vindt haar oorsprong in de opvatting dat goede werken voor de armen die door hen niet betaald kunnen worden, uiteindelijk door God zullen worden beloond. Voor diensten die niet gratis worden verricht komen de antonieme (tegengestelde) uitdrukkingen pro pecunia (voor geld) en pecuniae causa (omwille van het geld) voor. De term "pro Deo" wordt vooral gebruikt voor vrijwilligerswerk en voor advocaten die cliënten kosteloos of tegen zeer geringe vergoeding bijstaan.

## België
Volgens de Grondwet heeft iedereen recht op juridische bijstand (art. 23 2° Grondwet). Het Gerechtelijk Wetboek maakt een onderscheid tussen kosteloze juridische bijstand (art. 508/1 - 508/25 Gerechtelijk Wetboek) en kosteloze rechtsbijstand (art. 664 - 699ter Gerechtelijk Wetboek).

### Informatieplicht advocaat
Indien de cliënt in aanmerking komt voor kosteloze rechtsbijstand of rechtsbijstand tegen verminderd tarief, is de advocaat verplicht hem daarvan in kennis te stellen (art. 3.7.2. van de Gedragscode voor Europese advocaten).

### Kosteloze juridische bijstand

#### Eerstelijnsbijstand
Eerstelijnsbijstand betekent dat juridische bijstand verleend wordt in de vorm van praktische inlichtingen, juridische informatie, een eerste juridisch advies of de verwijzing naar een gespecialiseerde instantie of organisatie (art. 508/1 1° Gerechtelijk Wetboek).
In elk gerechtelijk arrondissement is er een commissie voor juridische bijstand, die de zitdagen voor juridische eerstelijnsbijstand van advocaten organiseert (art. 508/2 § 1 en art. 508/2 1° Gerechtelijk Wetboek).

#### Tweedelijnsbijstand
Tweedelijnsbijstand betekent dat juridische bijstand verleend wordt aan een natuurlijke persoon in de vorm van een omstandig juridisch advies, bijstand al dan niet in het kader van een procedure of bijstand bij een proces (art. 508/1 2° Gerechtelijk Wetboek).
De juridische tweedelijnsbijstand kan gedeeltelijk of volledig kosteloos zijn voor wie over onvoldoende inkomsten beschikt (art. 508/13 Gerechtelijk Wetboek).

### Kosteloze rechtsbijstand

#### Belg of vreemdeling
Wie kosteloze rechtsbijstand wil bekomen, moet Belg zijn (art. 667 van het Gerechtelijk Wetboek). Bepaalde vreemdelingen kunnen ook kosteloze rechtsbijstand bekomen (art. 668 van het Gerechtelijk Wetboek):
- op grond van een internationaal verdrag
- indien zij de nationaliteit hebben van een land, dat lid is bij de Raad van Europa
- andere vreemdelingen die op regelmatige wijze in België of in een andere lidstaat van de Europese Unie hun gewone verblijfplaats hebben
- alle vreemdelingen in procedures van de vreemdelingenwet

#### Rechtmatige aanspraak
Een tweede voorwaarde is dat de aanspraak van de persoon, die kosteloze rechtsbijstand wil, rechtmatig moet lijken (art. 667 van het Gerechtelijk Wetboek).

#### Ontoereikende inkomsten
Een derde voorwaarde is dat de persoon, die kosteloze rechtsbijstand wil, moet aantonen dat zijn inkomsten ontoereikend zijn. De beslissing van het bureau voor juridische bijstand die de gedeeltelijke of volledige kosteloze juridische tweedelijnsbijstand verleent, geldt als bewijs van ontoereikende inkomsten (art. 667 van het Gerechtelijk Wetboek).
De voorwaarden om rechtsbijstand te bekomen worden verder uitgewerkt in het "koninklijk besluit van 18 december 2003 tot vaststelling van de voorwaarden van de volledige of gedeeltelijke kosteloosheid van de juridische tweedelijnsbijstand en de rechtsbijstand".
De volgende personen kunnen volledige kosteloze rechtsbijstand genieten:
- de alleenstaande persoon die bewijst dat zijn maandelijks netto - inkomen lager is dan 907,00 euro
- de alleenstaande persoon met iemand ten laste of de samenwonende met zijn echtgenoot of met iedere andere persoon met wie hij een feitelijk gezin vormt indien hij bewijst dat het gemiddeld maandelijks netto-inkomen van het gezin lager is dan 1.165,00 euro. Voor de vaststelling van deze inkomsten, wordt rekening gehouden met een aftrek van 10 % van het leefloon per persoon ten laste. Onder de samenwoning wordt verstaan het feit dat twee of meerdere personen samen onder hetzelfde dak wonen en hoofdzakelijk huishoudelijke aangelegenheden regelen. De persoon die de juridische bijstand of rechtsbijstand vraagt om zijn belangen te verdedigen valt onder toepassing van het eerste punt indien die belangen strijdig zijn met deze van zijn echtgenoot of met deze van de persoon met wie hij samenwoont.
- de persoon die een leefloon heeft of maatschappelijke bijstand geniet
- de persoon die een gewaarborgd inkomen voor bejaarden geniet
- de persoon die een vervangingsinkomen voor bejaarden geniet
- de persoon die een kind ten laste heeft dat gewaarborgde kinderbijslag geniet
- de huurder van een sociale woning die in het Vlaams Gewest en het Brussels Hoofdstedelijk Gewest een huur betaalt die overeenkomt met de helft van de basishuurprijs of die in het Waals Gewest een minimumhuur betaalt
- de minderjarige

Voor de vaststelling van de inkomsten onder de twee eerste punten, wordt eveneens rekening gehouden met de lasten die voortvloeien uit een buitengewone schuldenlast en met elk ander bestaansmiddel. Met de kinderbijslag wordt geen rekening gehouden.  
De volgende personen worden beschouwd als personen met onvoldoende inkomsten, tenzij het tegendeel bewezen wordt:
- de gedetineerde
- de beklaagde die voor de rechtbank moet verschijnen op grond van het snelrecht
- de geesteszieke, die het voorwerp was van een maatregel voorzien in de wet van 26 juni 1990 betreffende de bescherming van de persoon van de geesteszieke
- de vreemdeling, voor de indiening van het verzoek tot machtiging van verblijf, of van een administratief of rechterlijk beroep tegen een beslissing die genomen werd met toepassing van de vreemdelingenwet
- de asielaanvrager of de persoon die een aanvraag indient van het statuut van ontheemde
- de persoon die toegelaten werd tot de procedure van de collectieve schuldenregeling of de persoon die de procedure tot collectieve schuldenregeling wil starten

De volgende personen kunnen gedeeltelijke kosteloze rechtsbijstand genieten:
- de alleenstaande persoon die bewijst dat zijn maandelijks netto-inkomen tussen 907,00 euro en 1.165,00 euro ligt
- de alleenstaande persoon met iemand ten laste of de samenwonende met zijn echtgenoot of met iedere andere persoon met wie hij een feitelijk gezin vormt, indien hij bewijst dat het gemiddeld maandelijks netto-inkomen van het gezin tussen 1.165,00 euro en 1.423,00 euro ligt. Voor de vaststelling van deze inkomsten wordt rekening gehouden met een aftrek van 15 % van het leefloon per persoon ten laste. Onder de samenwoning wordt verstaan het feit dat twee of meerdere personen samen onder hetzelfde dak wonen en hoofdzakelijk huishoudelijke aangelegenheden regelen. De persoon die de juridische bijstand of rechtsbijstand vraagt om zijn belangen te verdedigen valt onder toepassing van het eerste punt indien die belangen strijdig zijn met deze van zijn echtgenoot of met deze van de persoon met wie hij samenwoont.

Voor de vaststelling van de inkomsten, wordt rekening gehouden met de lasten die voortvloeien uit een buitengewone schuldenlast en met elk ander bestaansmiddel. Met de kinderbijslag wordt geen rekening gehouden.
De persoon die van de gedeeltelijke kosteloosheid geniet, betaalt een eigen bijdrage aan de advocaat in de kosten van juridische bijstand per aanstelling door het bureau van juridische bijstand. Het bedrag van de bijdrage is gelijk aan het verschil tussen zijn inkomsten uit de bestaansmiddelen en de bedragen van de inkomstengrenzen voor de toegang tot de volledig kosteloze juridische bijstand, zonder dat dit bedrag hoger mag liggen dan 125,00 euro noch lager dan 25,00 euro.